# سوخو-۷
سوخو-۷ (روسی: Сухой Су-7) (نام اختصاص داده شده ناتو: Fitter-A) یک هواپیمای جنگنده فراصوت با بال خمیده ساختِ کارخانهٔ سوخو در کشور اتحاد جماهیر سوسیالیستی شوروی است که در سال ۱۹۵۷–۱۹۷۲ ساخته شد. نخستین استفاده‌کنندهٔ این هواپیما نیروی هوایی شوروی بوده است. این هواگرد برای نخستین بار در ۷ سپتامبر ۱۹۵۵ میلادی مورد استفاده قرار گرفت.

## مشخصات سوخو-۷ بی کی ال
داده‌ها از Green, Sukhoi
ویژگی‌های عمومی
- خدمه: ۱
- طول: ۱۶٫۸ متر (۵۵ فوت ۱ اینچ)
- پهنای بال: ۹٫۳۱ متر (۳۰ فوت ۷ اینچ)
- ارتفاع: ۴٫۹۹ متر (۱۶ فوت ۴ اینچ)
- مساحت بال‌ها: ۳۴ متر مربع (۳۷۰ فوت مربع)
- ایرفویل: root: TsAGI SR-3S (5.9%); tip: TsAGI SR-3S (4.7%)[۳]
- وزن خالی: ۸٬۹۴۰ کیلوگرم (۱۹٬۷۰۹ پوند)
- وزن ناخالص: ۱۳٬۵۷۰ کیلوگرم (۲۹٬۹۱۷ پوند)
- بیشترین وزن برخاست: ۱۵٬۲۱۰ کیلوگرم (۳۳٬۵۳۲ پوند)
- ظرفیت سوخت: ۳٬۲۲۰ کیلوگرم (۷٬۰۹۹ پوند)
- پیشرانه: ۱ عدد موتور توربوجت دارای پس سوز لیولکا ای ال-۷ اف-۱, ۶۶٫۶ کیلونیوتن (۱۵٬۰۰۰ پوند-نیرو) thrust dry, ۹۴٫۱ کیلونیوتن (۲۱٬۲۰۰ پوند-نیرو) با پس‌سوز

عملکرد
- حداکثر سرعت: ۱٬۱۵۰ کیلومتر بر ساعت (۷۱۰ مایل بر ساعت، ۶۲۰ گره) / ۰٫۹۴ در سطخ دریا

طرح سه نمای جنگنده سوخو-۷

۲٬۱۵۰ کیلومتر بر ساعت (۱٬۳۴۰ مایل بر ساعت؛ ۱٬۱۶۰ گره) / ۱٫۷۴ ماخ در ارتفاع بالا
- بُرد: ۱٬۶۵۰ کیلومتر (۱٬۰۳۰ مایل، ۸۹۰ مایل دریایی)
- حداکثر ارتفاع: ۱۷٬۶۰۰ متر (۵۷٬۷۰۰ فوت)
- نرخ صعود: ۱۶۰ متر بر ثانیه (۳۱٬۰۰۰ فوت بر دقیقه)
- بارگیری بال: ۴۳۴٫۸ کیلوگرم بر متر مربع (۸۹٫۱ پوند بر فوت مربع)
- نیرو/وزن: ۰٫۷۱

تسلیحات

- اسلحه‌ها: ۲ قبضه توپ خودکار کالیبر ۳۰ میلی‌متری نودلمان-ریختر ان آر-۳۰ (با ۷۰ گلوله در هر اسلحه، مجموعاً ۱۴۰ گلوله)
- آویزگاه‌های حمل سلاح: ۴ × under-wing & 2 × under-fuselage stations for ۲٬۰۰۰ کیلوگرم (۴٬۴۰۰ پوند) of disposable stores.[۴] ۲ × reserved for ۲٬۳۰۰ لیتر (۵۱۰ گالون بریتانیایی؛ ۶۱۰ گالون آمریکایی) drop tanks ، با قابلیت حمل ترکیبی از:
  - راکت‌ها: UB-16-57U rocket pods for S-5 rockets
  - بمب‌ها: 

    - فاب-۲۵۰ بمب چندمنظوره
    - فاب-۵۰۰ بمب چندمنظوره
    - فاب-۷۵۰ بمب چندمنظوره
    - بمب هسته‌ای ۸یو۶۹

توسعه مرتبط
- سوخو-۱۷/سوخو-۲۰/سوخو-۲۲- اتحاد جماهیر شوروی
- سوخو-۹- اتحاد جماهیر شوروی
- سوخو-۱۱- اتحاد جماهیر شوروی

هواگردهای با عملکرد، پیکربندی و یا دوره زمانی مشابه
- داسو میراژ ۳ ائی- فرانسه
- هال اچ‌اف-۲۴ ماروت- هند
- هاوکر هانتر- بریتانیا
- نانچانگ کیو-۵- چین
- ریپابلیک اف-۱۰۵ ثاندرچیف- ایالات متحده آمریکا

فهرست‌های مرتبط
- List of military aircraft of the Soviet Union and the CIS